# Gottfried Arnold
Gottfried Arnold, nemški protestantski teolog, * 1666, † 1714.

## Knjige o Arnoldu
- Reinhard Breymayer: »Der wiederentdeckte Katalog zur Bibliothek Gottfried Arnolds«, v: Dietrich Blaufuß und Friedrich Niewöhner (Hrsg.): Gottfried Arnold (1666-1714). Mit einer Bibliographie der Arnold-Literatur ab 1714 (zusammengestellt von Hans Schneider). Wiesbaden: Harrassowitz 1995 (Wolfenbütteler Forschungen, hrsg. von der Herzog August Bibliothek, 61), pp. 55-143.
- Werner Raupp: Arnold, Gottfried (Pseudonym: Christophorus Irenaeus), in: Biographisch-Bibliographisches Kirchenlexikon (BBKL), Vol. 20, Nordhausen: Bautz 2002 (ISBN 3-88309-091-3, Col. 46–70 (with detailed bibliography).